# Rewanżyzm
Rewanżyzm – postępowanie dążące do rewanżu, odwetu, zwł. w polityce międzynarodowej, państwa zwyciężonego względem zwycięskiego itp.
Termin powstały we Francji po wojnie francusko-pruskiej, określający francuskie aspiracje do odzyskania mocarstwowej roli politycznej oraz aneksji utraconych ziem.